# Балтійська німецька мова
Балтійська німецька мова або балтендойч (нім. baltisches Deutsch) — ідіом німецькомовної меншини в Латвії та Естонії (Балтійські німці), що сформувався до Другої світової війни. Характерною рисою цієї мови є специфічна вимова та велика кількість запозичень із мов сусідніх народів. Відзначаються також особливості у синтаксисі та використання регіоналізмів.

## Географічне поширення

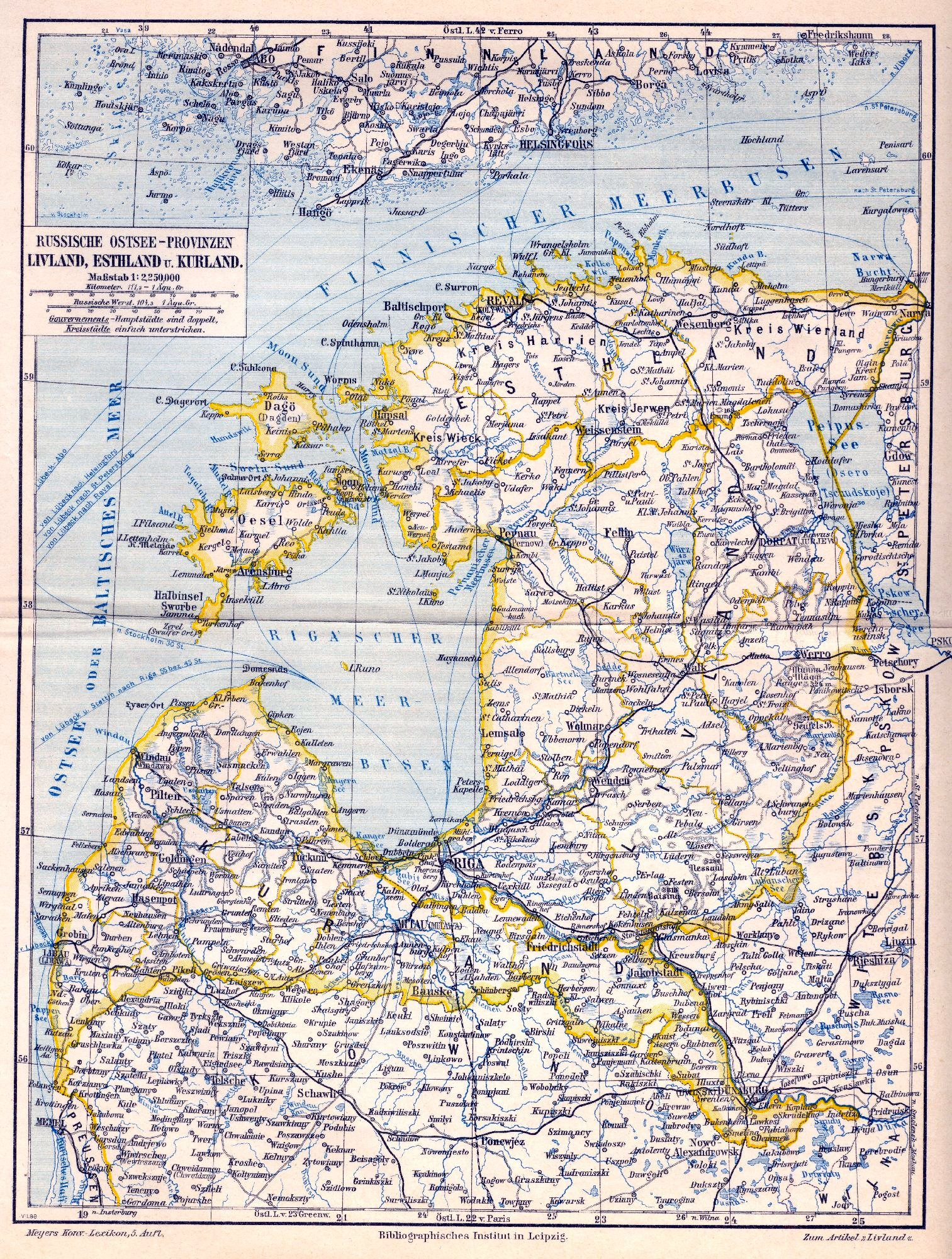
Карта російських остзейських губерній: Естляндської, Ліфляндської та Курляндської

Термін «балтійська німецька мова» стосується територій сучасної Естонії та Латвії (за винятком Латгалії) і відповідає межам історичних остзейських губерній Російської імперії. У часи Російської імперії частина балтійських німців мешкала також у Санкт-Петербурзі. Литва географічно входить до складу Балтії, але мала значно менше німецькомовного населення, перебуваючи довгий час під польським впливом. Лише Клайпедський край зазнав помітного впливу німецької мови, однак цей регіон належить до іншої мовної зони — пруської.

## Історія формування
Із початку XIII століття більшість німецьких переселенців у Прибалтику були носіями нижньонімецьких діалектів, що істотно вплинуло на формування балтійського варіанту німецької мови. Приблизно до 1600 року панувала середньоніжньонімецька, яку згодом витіснило високе німецьке мовлення, зберігаючи при цьому чимало нижньонімецьких елементів. Пізніші хвилі переселення включали не лише німців, але й вихідців із Скандинавії та Росії.
На формування мови впливали контакти між німецькою, латиською, естонською та лівською мовами. У XVIII столітті остаточно відбувся перехід до високонімецької мови. У спогадах Вольдемара фон Гутцайта з 1864 року йдеться, що нижньонімецька ще залишалась у вжитку до 1880-х років, особливо серед міщан та в сільських маєтках.
Мова балтійських німців збагачувалася за рахунок постійного контакту з корінними народами — латишами, естонцями, росіянами — що впливало як на лексику, так і на граматичну структуру та вимову.
Філолог Вольфганг Лаур поділяє носіїв балтійсько-німецької мови на три соціальні групи за мовною компетенцією: ті, хто говорив «високою», «низькою» (тобто змішаною) та «напівнімецькою» мовою. Академічні кола, зокрема в університеті в Дерпті (Тарту), прагнули до стандартної німецької мови.

## Взаємодія з корінними мовами
Оскільки балтійські німці займали провідні позиції в адміністрації, церкві та освіті, багато латишів і естонців вивчали німецьку мову для кар’єрного зростання. Унаслідок цього значна частина німецької лексики була запозичена в латиську й естонську мови.
У Російській імперії німецька була мовою привілейованого прошарку, а носії латиської чи естонської мов вважалися «нiмецизованими» лише після опанування німецької. У пресі тих часів, наприклад у «Düna Zeitung» 1906 року, обговорювалися поняття «нiмeць», «напівнімець» і «нeнiмeць».
У торгівлі та сільському господарстві виникали піджини, які принизливо називалися «напівнімецькою», «кущовою німецькою», «можевеловою німецькою» тощо. У латиській ці носії зневажливо називалися «kārkļu vācieši» («вербові німці») або «mazvācieši» («малонімці»). Типовим представником такого типу є персонаж Швакстс із роману «Mērnieku laiki» братів Каудзіте.
У повсякденному спілкуванні між німецькими ремісниками і торговцями та місцевим населенням сформувався жаргон, який у Ризі називали «динакантською» мовою (Dinakantisch).

## Соціальний поділ
Авґуст Вільгельм Гупель у другій половині XVIII ст. зазначав, що населення Ліфляндії умовно ділили на дві категорії — «німці» (усі вільні люди, незалежно від національності) та «нeнiмці» (селяни). До «німців» зараховували навіть тих, хто не знав німецької, але належав до вищих станів або носив «німецький одяг».

## Лексика

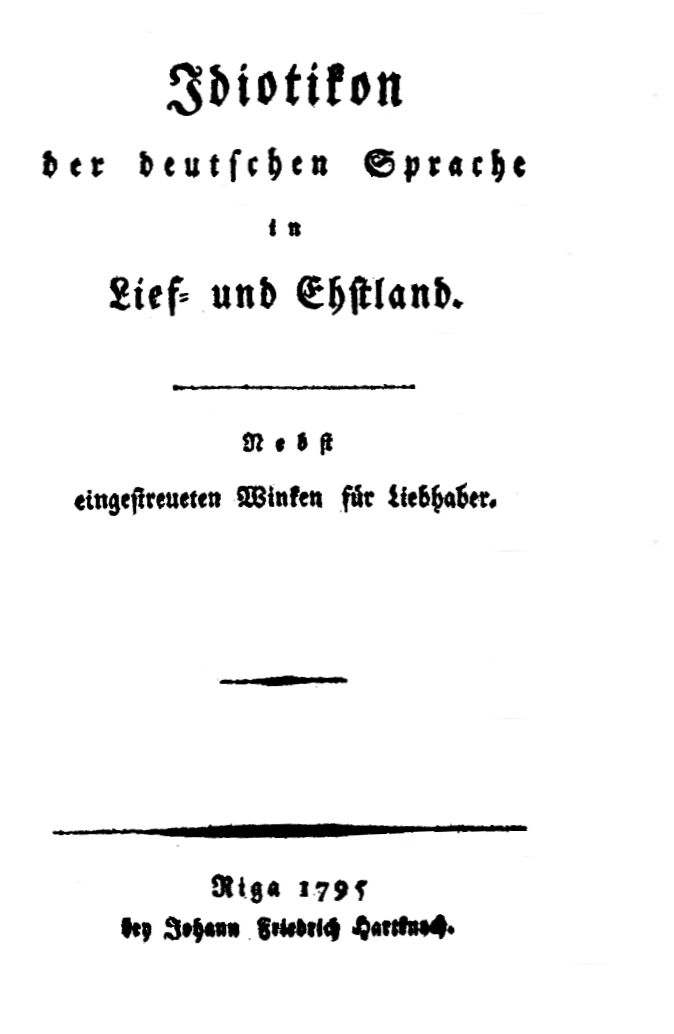
Август Вільгельм Гупель (1737–1819) описує лексику балтійських німців (1795)

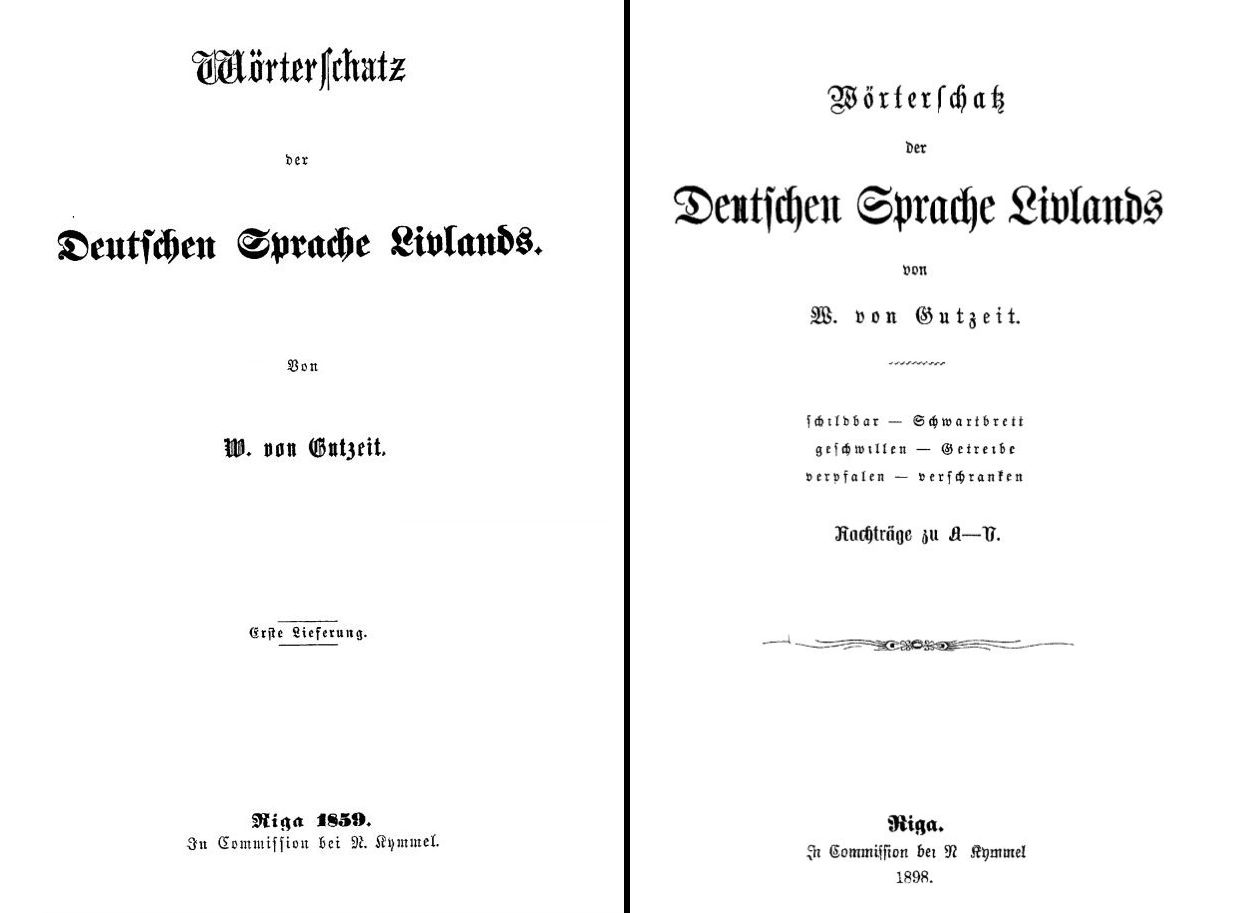
Вольдемар фон Гутцайт (1816–1900) документує лексику балтійських німців (між 1859 і 1898 роками). Літери W до Z залишилися незавершеними

Лексика балтійської німецької мови задокументована у словниках, перелічених у розділі «Література». Вона відображає часові, регіональні та соціальні відмінності. Вплив на неї мали різні мови, що відповідали чергуванню політичної влади: нижньонімецька, латиська, естонська, лівська, російська, польська та шведська.
Латвійський етимолог Константінс Каруліс (2000) наводить численні приклади впливу латиської мови на балтійське німецьке: запозичення та словотворення (лексика), синтаксичні конструкції та фонетичні особливості.
Курт Штегман фон Пріцвальд (1951) зібрав приклади типових слів із побутового середовища:
|  | Там, де на плиті стоїть «Trum», де воду носять у «Spann», а вогонь розпалюють «Spitzkis», де розлите витирають «Luppaten», а грубому «Tumm» подають ніжно запеченого «Kalkuhn» (а потім їдять тремтячий «Bubbert», рожевий «Kissell» або «Kummchen voll Schmantschaum»), де, якщо заглянути до «Handkammer», можна побачити глечики з «Schwarz-, Strick- oder Pielbeeren» – там безсумнівно мешкає балтійська німецька родина. |

## Використання зменшувальних форм
У балтійському німецькому були популярні зменшувальні форми, як і в латиській мові: «Kleining», «Pupping», «Sohning», «Tanting», «Tochting».
Йоганн Георг Коль (1841) зазначає, що німці на Балтиці переймали в латишів тенденцію зменшувати навіть абстрактні поняття:
*
|  | Він зменшує навіть найграндіозніші поняття й постійно говорить про ‘Kühchen’, ‘Oechschen’, ‘Hundchen’, ‘Städtchen’, ‘Städteleinchen’, ‘Männerchen’, ‘Bergchen’, ‘Haufenchen’, ‘Kirchlein’, ‘Thürmchen’, ‘Wäldchen’ тощо — навіть слово «Бог» зменшує… |

## Граматичні особливості
Балтійське німецьке демонструє подібні відхилення від літературної німецької, як і інші діалекти. Частина змін відповідає загальній тенденції до спрощення. Приклади наведено за Кобольтом (1990).

### Артиклі
Рід іменників може змінюватися: das Chor, das Draht, der Benzin, der Stroh, der Kabel.
Через втрату фемінінних закінчень виникають нові маскулінативи: der Borke, der Sülze, der Kresse, der Pappe.

### Іменники
У множині можливе випадання закінчень і утворення умляутів: die Hemde, die Lichte, die Doktore, die Pastore, die Böte, die Bröte.
Генетив замінюється конструкцією з давальним відмінком: „Dem Lehrer seine Mutter“ замість „Die Mutter des Lehrers“.
Деякі предмети позначаються множинною формою: Hosen, Brillen, Zangen (що відповідає подібному в російській, естонській та латиській).

### Дієслова
Зустрічаються архаїчні форми сильної дієвідміни: schrauben – geschroben.
У наказовому способі зберігається незмінений голосний: werf!, sprech!
З’являється метатеза при відмінюванні: ich rechen, du rechenst, er rechent…
Кон’югаційні форми можуть бути обмежені: Futur I виражається Präsens’ом, а Perfekt витісняється Präteritum’ом.

## Вимова
Крім «якірного R», для балтійських німців характерні дві особливості: дифтонг «ei» вимовляється як «äi», а «g» звучить як «ch».
Поет Зіґфрід фон Веґезак це ілюструє, римуючи слова з «g» і «ch»:
- - …so als wollte sie uns sagen: / Jetzt paßt auf – und zählt auch richtig nach!
  - …wer eine Nase hat, entfleucht.
  - …Zug um Zug, wie in einem Buch.

Поет Вернер Берґенґруен згадував, що ще на початку XX ст. одна з його тіток вимовляла своє прізвище як «Берйенґрін».